# Babs Robert
Babs Robert (* 1933 in Ciney als Marcel Robert) ist ein belgischer Jazzmusiker (Tenorsaxophon, Komposition). Er gehörte zu den wenigen belgischen Musikern, die in den 1960er Jahren auch Free Jazz spielten.

## Leben und Wirken
Robert, der ab 1948 an Kursen der Académie de musique in Etterbeek bei Jean Absil in Musiktheorie und Harmonielehre teilnahm, entdeckte den Jazz im Radio. Er kaufte sich ein gebrauchtes Saxophon, dessen Spiel er autodidaktisch lernte. Gemeinsam mit dem Pianisten Johnny Brouwers gründete er eine Amateurband. Dann schloss er sich den von Roland Gohy geleiteten Tempo’s Cool Boys an und spielte in verschiedenen Clubs in Brüssel. 1957 arbeitete er bei den Jazz Preachers wieder mit Brouwers zusammen und gewann beim Wettbewerb von Tournoi den Preis als bester Saxophonist Belgiens. 1959 gründete er ein Quartett unter eigenem Namen mit Brouwers, Paul Dubois und Robert Pernet.
Das Babs Robert Quartet spielte regelmäßig in Brüsseler Clubs wie dem Blue Note, Smog oder Pol’s; weiterhin wurde es auf die Festivals von Complain-la-Tour (1960, 1961, 1969), Genf (1962) und Montreux (1967) eingeladen, in Montreux wurde das Quartett mit einem zweiten Preis ausgezeichnet. Im Folgejahr trat es beim Jazz Jamboree in Warschau auf (ihr Stück „Architexture“ 1968 wurde von Muza auf dem Album Jazz Jamboree 68 dokumentiert).
Im September 1968 nahm Robert mit dem Brussels Art Quintet um den Gitarristen Daniel Schell-Schellekens die EP Voir / Four Paul S. für BAQ Records auf. 1969 gründete er das Sextett The Love Planet; dazu erweiterte er das Quartett durch die Hinzunahme eines zweiten Kontrabassisten, Michel Gobbe, und des Vibraphonisten und Schlagzeugers Johnny Peret, für das gleichnamige Album, das 1970 bei Alpha Music erschien, auch um den zweiten Bläser John Van Rjimenant. Love Planet trat in den zentralen Brüsseler Clubs ebenso wie bei wichtigen Musikveranstaltungen in ganz Belgien auf, 1969 etwa beim Avantgarde Festival in Gent und dem First International Jazz Event in Lüttich, 1970 beim Bilzen Jazz Festival. Weiterhin arbeitete er mit Fred Van Hove, Peter Brötzmann, Irène Schweizer und Peter Kowald.

## Lexikalischer Eintrag
- Émile Henceval: Dictionnaire du jazz à Bruxelles et en Wallonie. Liège: Pierre Mardaga, 1991.